# Beaufortskalan

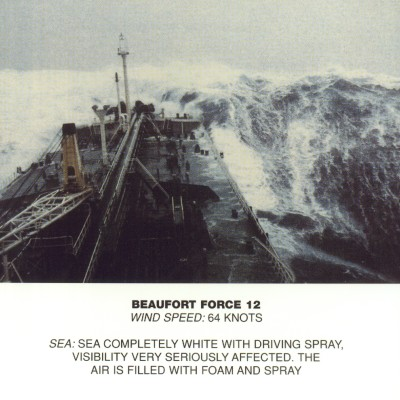
Orkan, 12 Beaufort, ute på öppet hav.

Beaufortskalan (IPA: /ˈboʊfərt/) är en vindskala uppkallad efter en engelsk amiral, Sir Francis Beaufort.

## Den ursprungliga Beaufortskalan
Den brittiske ingenjören John Smeaton undersökte på 1700-talet effektiviteten hos olika typer av vingar på väderkvarnar och tog i samband med detta fram en skala mellan 1 och 8 för att beskriva vindens effekt på en väderkvarn nära hans hem. Exempelvis var vindstyrkan 2 tillräcklig för att grenar på träd att röra sig och för kvarnens vingar att röra sig mellan 6 och 9 varv per minut. Den skotske hydrografen Alexander Dalrymple ändrade Smeatons skala till att vara mellan 0 och 12 och gav varje vindstyrka det namn som används i skeppsloggar.
Dalrymple uppmärksammande Beaufort på skalan och Beaufort lade till beskrivningar på segelföringen vid bidevindsegling (segling med vinden i de förliga kvadranterna) hos fullriggade örlogsfartyg under 1800-talets första decennier. Här nedan anges den ursprungliga skalan med engelska vindnamn och beskrivningar.
| Styrka | Namn            | Beskrivning                                                                                      | Beskrivning                                                                          |
| ------ | --------------- | ------------------------------------------------------------------------------------------------ | ------------------------------------------------------------------------------------ |
| 0      | Calm            |                                                                                                  |                                                                                      |
| 1      | Light air       | Or just sufficient to give steerage way.                                                         | Or just sufficient to give steerage way.                                             |
| 2      | Light breeze    | Or that in which a man-of-war, with all sail set, and clean full, would go in smooth water, from | 1-2 knop                                                                             |
| 3      | Gentle breeze   | Or that in which a man-of-war, with all sail set, and clean full, would go in smooth water, from | 3-4 knop                                                                             |
| 4      | Moderate breeze | Or that in which a man-of-war, with all sail set, and clean full, would go in smooth water, from | 5-6 knop                                                                             |
| 5      | Fresh breeze    | Or that to which a well-conditioned man-of-war could just carry in chase, full and by            | Royals etc.                                                                          |
| 6      | Strong breeze   | Or that to which a well-conditioned man-of-war could just carry in chase, full and by            | Single-reefed top-sails and top-gallant sails                                        |
| 7      | Moderate gale   | Or that to which a well-conditioned man-of-war could just carry in chase, full and by            | Double-reefed top-sails, jib, etc.                                                   |
| 8      | Fresh gale      | Or that to which a well-conditioned man-of-war could just carry in chase, full and by            | Triple-reefed topsails, etc.                                                         |
| 9      | Strong gale     | Or that to which a well-conditioned man-of-war could just carry in chase, full and by            | Close-reefed top-sails and courses                                                   |
| 10     | Whole gale      | Or that which she could scarcely bear close-reefed main-topsail and reefed foresail.             | Or that which she could scarcely bear close-reefed main-topsail and reefed foresail. |
| 11     | Storm           | Or that which would reduce her to storm stay-sails.                                              | Or that which would reduce her to storm stay-sails.                                  |
| 12     | Hurricane       | Or that which no canvas could withstand.                                                         | Or that which no canvas could withstand.                                             |

Styrkorna mellan 0 och 4 handlar om den fart som fartyget kan förväntas nå med alla segel satta, styrkorna mellan 5 och 9 om den segelsättning som krävs för att behålla manöverförmågan i en stridssituation och mellan 10 och 12 om hur fartyget skall hanteras för att överleva.
Några av termerna: steerage way=styrfart; reefed=revad; royal=röjel, top-gallant=bramsegel, topsail=märssegel, course=undersegel (fock, storsegel, kryssegel), stay sail=stagsegel; storm sail=stormsegel.

## Senare utveckling
Under 1800-talet fanns en uppsjö av vindskalor runt om i världen och det är något av en slump att just Beauforts har överlevt och blivit en universell standard - en slump där enligt den gängse historieskrivningen två uppfinningar och en väderkatastrof spelar viktiga roller. Beauforts skala antogs som standard av Royal Navy 1838, Samuel Morse uppfann telegrafen 1837, T. R. Robinson uppfann skål-anemometern för vindmätning 1846 och i slaget vid Sevastopol 1854 slog en överraskande vinterstorm sönder stora delar av de franska och engelska flottorna. Ur detta uppstod behovet av att kunna varna för plötsliga omslag i vädret och lösningen fanns när framsynta personer i amiralitetet kopplade ihop de nya exakta vindmätningarna och möjligheten att med Beauforts siffror, telegrafera prognoser till flottenheterna.
Under 1900-talet kom skalan att tolkas på olika sätt i samband med att man försökte översätta skalans steg till en gemensam standard med vindhastighetsangivelser och meteorologiska benämningar – ett besvärligt företag, dels med tanke på olika enhetssystem, dels eftersom örlogsfartygs segelsättning inte längre var allmän kunskap. Gradvis växte en gemensam standard fram och vid mitten av 1900-talet hade de nya vindstyrkebeteckningarna slagit ut Beauforts siffror i de flesta sammanhang utom i skeppsloggböcker.
Senare tiders meteorologer (the International Meteorological Committee, 1946) har lagt till steg från 13 till 17 för att omfatta även de vindstyrkor som kan uppstå i tropiska orkaner, tromber (tornadoer) med mera, men de finns normalt inte med när skalan presenteras i populärsammanhang. Skalan kan beräknas med formeln V = k · B3/2, där k = 0,8365, B = Beauforttalet, och V = vindhastighet i m/s.
| Vindstyrka i beaufort | Benämning        | Benämning                      | Vindhastighet | Vindhastighet | Våghöjd till havs | Våghöjd till havs | Symbol | Vindens verkningar | Självförhållande foto | Associerade varningsflaggor |
| Vindstyrka i beaufort | på land          | till sjöss                     | m/s           | km/h          | m/s               | km/h              | Symbol | Vindens verkningar | Självförhållande foto | Associerade varningsflaggor |
| --------------------- | ---------------- | ------------------------------ | ------------- | ------------- | ----------------- | ----------------- | ------ | --- | --------------------- | --------------------------- |
| 0                     | Lugnt            | Stiltje, bleke                 | 0-0,2         | 0-1           | 0                 | 0                 |        | Rök stiger rätt upp, löv hänger stilla, sjön ligger spegelblank                                                                                            |                       | Ingen flaggvarning utfärdas |
| 1                     | Svag vind        | Nästan stiltje                 | 0,3-1,5       | 1-5           | 0-0,2             | 1-2               |        | Knappt märkbar för känseln, löv rör sig sakta, skorstensrök driver i vindens riktning, små krusningar på sjön                                              |                       | Ingen flaggvarning utfärdas |
| 2                     | Svag vind        | Lätt (laber) bris              | 1,6-3,3       | 6-11          | 0,2-0,5           | 1-2               |        | Vimpel sträcks, flagga lyfts, löv vibrerar, tunna kvistar på lövklädda träd i oavbruten rörelse, vågkammar börjar brytas här och var                       |                       | Ingen flaggvarning utfärdas |
| 3                     | Måttlig vind     | God bris                       | 3,4-5,4       | 12-19         | 0,5-1             | 2-3,5             |        | Vimpel sträcks, flagga lyfts, löv vibrerar, tunna kvistar på lövklädda träd i oavbruten rörelse, vågkammar börjar brytas här och var                       |                       | Ingen flaggvarning utfärdas |
| 4                     | Måttlig vind     | Frisk bris                     | 5,5-7,9       | 20-28         | 1-2               | 3,5-6             |        | Tunnare grenar på lövklädda träd rör sig, damm och lös snö virvlar upp, på sjön långa vågor med vita kammar                                                |                       | Ingen flaggvarning utfärdas |
| 5                     | Frisk vind       | Styv bris                      | 8,0-10,7      | 29-38         | 2-3               | 6-9               |        | Mindre lövträd svajar, tröttsamt gå mot vinden, utpräglade långa vågor, skumkammar över allt                                                               |                       | Ingen flaggvarning utfärdas |
| 6                     | Frisk vind       | Hård bris, frisk kuling/kultje | 10,8-13,8     | 39-49         | 3-4               | 9-13              |        | Stora grenar på lövklädda träd rör sig, det viner i luftledningar, på sjön stora vågberg, skumkammar breder ut sig över stora ytor                         |                       |                             |
| 7                     | Hård vind        | Styv kuling/kultje             | 13,9-17,1     | 50-61         | 4-5,5             | 13-19             |        | Böjer mindre trädstammar, motstånd märks när man går mot vinden, sjön tornar upp sig och bryter, skummet läggs i strimmor i vindriktningen                 |                       |                             |
| 8                     | Hård vind        | Hård kuling/kultje             | 17,2-20,7     | 62-74         | 5,5-7             | 18-25             |        | Bryter kvistar, besvärligt gå över öppna ytor, vågors höjd och längd betydande, skumstrimmorna tätnar                                                      |                       |                             |
| 9                     | Mycket hård vind | Halv storm                     | 20,8-24,4     | 75-88         | 7-10              | 23-32             |        | Bryter mindre träd, taktegel blåser ned |                       |                             |
| 10                    | Storm            | Storm                          | 24,5-28,4     | 89-102        | 9-12,5            | 29-41             |        | Upprycker stora träd med rötterna, stora skador på hus, höga vågberg med brottsjöar, havet nästan vitt av skum                                             |                       |                             |
| 11                    | Svår storm       | Svår storm                     | 28,5-32,6     | 103-117       | 11,5-16           | 37-52             |        | På stora ytor i skog har alla träd fällts av vinden, stora fartyg som nyss synts försvinner bakom vågberg, havet helt vitt, skum i luften försvårar sikten |                       |                             |
| 12                    | Orkan            | Orkan                          | 32,7-36,9     | 118-133       | ≥ 14              | ≥ 46              |        | Stora föremål flyger i luften, fönster blåser in, byggnadsställningar rasar, båtar kastas upp på land, allmän ödeläggelse                                  |                       |                             |
| 13                    | Orkan            | Orkan                          | 37,0-41,4     | 133–149       |                   |                   |        | |                       |                             |
| 14                    | Orkan            | Orkan                          | 41,5-46,1     | 149–166       |                   |                   |        | |                       |                             |
| 15                    | Orkan            | Orkan                          | 46,2-50,9     | 166–183       |                   |                   |        | |                       |                             |
| 16                    | Orkan            | Orkan                          | 51,0-56,0     | 184–202       |                   |                   |        | |                       |                             |
| 17                    | Orkan            | Orkan                          | 56,1-61,2     | 202–220       |                   |                   |        | |                       |                             |